# Madagascar 2: Escape de África
Madagascar 2: Escape de África (título original: Madagascar: Escape 2 Africa) es una película animada de 2008 producida, secuela de Madagascar, que trata sobre la continuación de las aventuras de Álex el león, Gloria la hipopótamo, Marty la cebra, y Melman la jirafa. Cuenta con las voces de: Ben Stiller, Chris Rock, Jada Pinkett Smith, David Schwimmer, Sacha Baron Cohen, Cedric the Entertainer y Andy Richter. También colaboran con sus voces Alec Baldwin, will.i.am, Bernie Mac y Sherri Shepherd.
Fue producida por DreamWorks Animation, y distribuida por Paramount Pictures, estrenándose el 7 de noviembre de 2008 en Estados Unidos. Con esta película, DreamWorks había anunciado en su página web que Madagascar se convertiría en una franquicia similar a la de Shrek.

## Argumento
En Kenia, el león alfa Zuba intenta enseñar a su hijo Alakay a pelear, pero Alakay está más interesado en bailar. Su rival, el león Makunga, reta a Zuba por el título de alfa, pero durante la pelea, Alakay es capturado por cazadores furtivos y encerrado en una jaula. Zuba lo persigue y rompe el arnés de seguridad de la jaula que contenía a Alakay, pero recibe un disparo en la oreja que lo incapacita. La jaula cae al océano y va a la deriva hasta Nueva York, donde Alakay cambia su nombre a Alex, crece en el zoológico de Central Park y conoce a sus mejores amigos de toda la vida: Marty, Melman y Gloria.
Años más tarde, tras su aventura en Madagascar, Alex, Marty, Melman y Gloria, junto con los pingüinos Skipper, Kowalski, Rico y Private, y los chimpancés Mason y Phil, se preparan para regresar a Nueva York a bordo de un avión destartalado pilotado por los pingüinos, acompañados por el rey Julien, Maurice y Mort. El avión se queda sin combustible y se estrella en África continental. Los animales se encuentran en un abrevadero de una reserva natural, emocionados por conocer a otros de su especie. Alex se reencuentra con sus padres y los impresiona con historias sobre su estatus como "el rey de Nueva York". Marty encaja con una manada de cebras que se parecen y hablan igual que él. Melman, hipocondríaco, está angustiado porque la reserva no tiene médicos, así que las otras jirafas lo nombran su brujo. Buscando romance, Gloria atrae la atención del hipopótamo Moto Moto, de habla suave. Mientras tanto, los pingüinos se dedican a reparar el avión, con la ayuda de numerosos chimpancés reclutados por Mason y Phil. Roban vehículos a humanos en un safari y los desmantelan para obtener piezas. Nana, una anciana ruda que atacó a Alex en la Estación Grand Central, se hace cargo de los turistas varados y los ayuda a sobrevivir en la naturaleza por un tiempo.
En un plan para derrocar a Zuba como león alfa, Makunga insiste en que Alex complete un rito de paso que este confunde con un concurso de talentos. En realidad es una competencia de lucha, y Makunga lo engaña para que elija a Teetsi, el león más fuerte, como su oponente, lo que resulta en la humillante derrota de Alex. Abatido, Zuba cede su título de alfa a Makunga, quien expulsa a Alex del bar. Mientras tanto, Marty se desanima al darse cuenta de que las otras cebras pueden con él, creyéndose ya no único. Melman llega a creer que está gravemente enfermo y, tras haber amado en secreto a Gloria durante mucho tiempo, se entristece por su interés en Moto Moto. Los cuatro amigos discuten acaloradamente. Gloria tiene una cita con Moto Moto, pero pierde el interés al darse cuenta de que solo le atrae por su tamaño. Tras una charla motivadora de Julien, Melman finalmente revela sus sentimientos por Gloria.
Al día siguiente, los animales entran en pánico cuando el abrevadero se seca. Decidido a redimirse, Alex reconcilia su amistad con Marty y abandonan la reserva para investigar río arriba. Julien sugiere que ofrecer un sacrificio al volcán cercano restaurará el agua. Melman, desolado y creyendo que se está muriendo, se ofrece como voluntario para ser sacrificado. Gloria le impide saltar al volcán y se da cuenta de que la ama por algo más que su apariencia. Alex y Marty descubren que los humanos varados han construido un campamento y represado el río, y Alex es capturado por ellos. Zuba corre en su ayuda, pero Alex los salva a ambos bailando para los humanos, quienes lo recuerdan con cariño del zoológico. Marty, Melman, Gloria, los pingüinos y los chimpancés llegan en el avión reparado y ayudan a Alex a destruir la presa, restaurando el agua. Makunga, furioso, se alza con el control, pero Alex lo engaña para que Nana lo someta, obligándolo a ceder el poder. Zuba le ofrece a Alex el título de león alfa, pero él lo rechaza, creyendo que el título pertenece a su padre. Zuba afirma que el título les pertenece a ambos, y padre e hijo se convierten en colíderes.
Skipper se casa con un muñeco cabezón del avión, y él, los demás pingüinos y los chimpancés se van de luna de miel a Montecarlo. En cuanto al cuarteto y los lémures, deciden felices quedarse en la reserva por un tiempo.

## Reparto
- Ben Stiller como Alekay\Álex el león.
- Chris Rock como Marty la cebra (y otras cebras).
- David Schwimmer como Melman la jirafa.
- Jada Pinkett Smith como Gloria la hipopótamo.
- Sacha Baron Cohen como el Rey Julien el lémur.
- Cedric the Entertainer como Maurice el "mayordomo".
- Andy Richter como Mort el lémur.
- Bernie Mac como Zuba el león.
- Sherri Shepherd como Florrie la Leona.
- Alec Baldwin como Makunga el león.
- Elisa Gabrielli como la Nana.
- Will.i.am como Moto Moto el hipopótamo.
- Tom McGrath como Skipper el pingüino.
- Chris Miller como Kowalski el pingüino.
- Christopher Knights como Private (Cabo) el pingüino.
- John DiMaggio como Rico el pingüino.
- Conrad Vernon como Mason el chimpancé.
- Fred Tatasciore como Teetsie.
- Fergie como la Hipopótamo amiga de Gloria.
- Stephen Kearin como el Turista con una videocámara.
- Danny Jacobs como el Turista con una camisa de Nueva York.
- Quinn Dempsey Stiller como Bebé Álex/Alekay.
- Thomas Stanley como Bebé Marty.
- Zachary Gordon como Bebé Melman.
- Willow Smith como Bebé Gloria.

## Doblaje
Doblaje (Hispanoamericano)
- Ricardo Tejedo como Álex el león.
- Alfonso Obregón como Marty la cebra (y las demás cebras).
- Dulce Guerrero como Gloria la hipopótamo.
- Ricardo Mendoza como Melman la jirafa.
- Mario Filio como el Rey Julien el lémur.
- Armando Réndiz como Maurice el "mayordomo".
- José Antonio Macías como Mort el lémur y Cabo (Private) el pingüino.
- Mario Arvizu como Skipper el pingüino.
- Idzi Dutkiewicz como Kowalski el pingüino.
- Salvador Delgado como Mason el chimpancé.
- Rubén Cerda como Zuba el león.
- Octavio Rojas como Makunga el león.
- Claudio Yarto como Moto Moto el hipopótamo.
- Rebeca Patiño como Florrie la Leona.
- Ángela Villanueva como la Nana.
- Manuel García Sánchez como Bebé Álex.
- Alan García como Bebé Marty.
- Paulina García Casillas como Bebé Gloria.
- Ricardo Mendoza Jr. como Bebé Melman.
- Abel Membrillo (†) como el anunciador del Zoológico.

Doblaje castellano (España)
- Paco León como Álex el león.
- Claudi Domingo como Marty la cebra.
- Rafael Parra como Melman la jirafa.
- Belén Rueda como Gloria la hipopótamo.
- Pep Anton Muñoz como Zuba el león.
- José Javier Serrano como Rey Julian.
- Ricky Coello como Maurice.
- Aleix Estadella como Mort.
- Juan Carlos Gustems como Makunga el león.
- Juan Fernández Mejías como Moto Moto el hippopotamo.
- Manel Fuentes como Capitán Skipper el pingüino.
- Arturo Valls como Kowalski el pingüino.
- Eduardo Aldán como Private el pingüino.
- Jordi Ribes como Mason el chimpancé.
- Pedro Torrabadella como Marty (niño).
- Santi Torrabadella como Melman (niño).

## Secuela
El presidente de DreamWorks, Jeffrey Katzenberg ha confirmado una tercera entrega que se estrenó en 2012, "Hay por lo menos un capítulo más. Queremos ver cómo los personajes se las arreglan para regresar a Nueva York". En una rueda de prensa Karzenberg confirmó: "Sí, estamos haciendo Madagascar 3 en este momento, y saldrá en el verano del 2012".